# Y Ravine Cemetery
Het Y Ravine Cemetery is een Britse militaire begraafplaats met gesneuvelden uit de Eerste Wereldoorlog, gelegen in de Franse plaats Beaumont-Hamel in het departement Somme. De begraafplaats werd ontworpen door Reginald Blomfield en ligt 900 m ten zuidwesten van Beaumont op de herdenkingssite Beaumont-Hamel Newfoundland Memorial. Ze heeft een langwerpige vorm met aan de oostelijke zijde een verbreding waarin het Cross of Sacrifice staat opgesteld. He terrein heeft een oppervlakte van 1.166 m² en is omgeven door een natuurstenen muur. De begraafplaats wordt onderhouden door de Commonwealth War Graves Commission. 
Er liggen 428 doden begraven waaronder 275 geïdentificeerde.
In dezelfde site bevinden zich ook Hunter's Cemetery en Hawthorn Ridge Cemetery No.2.

## Geschiedenis
Y Ravine was een kloof, zo'n 800 m ten zuiden van het dorp, die van oost naar west in de richting van het toenmalige front liep met aan het westelijke uiteinde een dubbele splitsing. Ze had steile wanden waarin schuilholen (dug-outs) waren ingericht.
Beaumont-Hamel werd door eenheden van de 29th Division (waartoe ook het Newfoundland Regiment behoorde) op 1 juli 1916 ingenomen maar konden het niet behouden. Op 13 november 1916 werd een nieuwe aanval uitgevoerd door de 51st (Highland) Division waarbij ook het ravijn werd veroverd.
De begraafplaats werd in de lente van 1917 door het V Corps aangelegd toen de omliggende slagvelden werden opgeruimd. Oorspronkelijk werd ze Y Ravine Cemetery No.1 genoemd. De graven van de Y Ravine Cemetery No.2 werden na de wapenstilstand overgebracht naar Ancre British Cemetery in Beaumont-Hamel.
Er liggen 383 Britten en 45 Newfoundlanders begraven. Voor 53 Britten en 8 Newfoundlanders werden Special Memorials opgericht omdat hun graven niet meer gelokaliseerd konden worden.

## Onderscheiden militairen
- Richard Edward Hynes, korporaal bij het Newfoundland Regiment werd onderscheiden met de Distinguished Conduct Medal (DCM).
- de sergeanten C.E. Howcroft en Harry Bremner en de soldaten R. Irwin, James Cotter, W.C. Millward en L. Yalden ontvingen de Military Medal (MM).